# Madantispa seyrigi
Madantispa seyrigi är en insektsart som beskrevs av Fraser 1952. Madantispa seyrigi ingår i släktet Madantispa och familjen fångsländor. Inga underarter finns listade i Catalogue of Life.